# さすらい人 (ロシア民謡)
『さすらい人』（さすらいびと、ロシア語：Бродяга＝ブラデャーガ）は19世紀から歌われているロシア民謡である。歌詞の１行目から、「ザバイカルの奥の原野で」（По диким степям Забайкалья）とも呼ばれている。
ロシア映画『シベリア物語』（1948年）の副主題歌として使われている。

## 歌詞
19世紀前半には「デカブリストの乱」（1825年）などで、多数のロシア人がシベリアへ流刑になっている。そうした収容所を逃げ出したさすらい人が、バイカル湖を超えた地域で、残した妻や子供を思い出して、運命を嘆く情景を歌っている。
| ロシア語歌詞 По диким степям Забайкалья, Где золото роют в горах, Бродяга, судьбу проклиная, Тащился с сумой на плечах. | 日本語訳（GFDL） ザバイカルの奥の原野に、 そこでは山で金を掘っている、 さすらい人が自分の運命を呪って 背に袋を担いでさまよう。 |

## 日本での受容
日本でもこの歌は1950～1970年代に「うたごえ運動」でよく歌われ、現在も「歌声喫茶」などで歌われている。「豊かなるザバイカルの　果てしなき野山を」という出だしの井上頼豊の訳「バイカル湖のほとり」  などがある。

## 参照項目
- 歌：「栄えある海、聖なるバイカル 」